# Næbmunde
Næbmunde (Hemiptera) er en orden i dyreriget inden for insekter, som omfatter omkring 67.500 kendte arter inddelt i 3 underordner.
Arterne i hemiptera-ordenen er kendetegnet ved, at både voksne individer og nymfer har symmetriske stikkende og sugende munddele, som er i et rør. De er derved begrænset til at indtage flydende føde. De fleste arter lever af plantesafter (inkl. bær og frø), men nogle er jægere (på leddyr og sommetider mindre dyr), og enkelte har tilpasset sig at suge blod fra pattedyr.

## Underorden
- Auchenorrhyncha (25.000 kendte arter i over 60 familer)
- Prosorrhyncha (Cikader og græshopper; 33.000 arter i over 30 familier.)
- Sternorrhyncha (12.500 arter, bl.a. bladlus)